# Ferdinand Trauttmansdorff
Ferdinand Trauttmansdorff, né le 28 juillet 1950, est un diplomate autrichien. Il fait partie de la noblesse autrichienne et de la famille noble Trauttmansdorff.

## Études et carrière
De 1970 à 1971 il a accompli un service militaire volontaire d’un an en Autriche.
Puis il a entrepris des études de droit à l'université de Graz. Après l'obtention de son diplôme universitaire il a fait un service militaire d’un an au sein de la Force des Nations unies chargée du maintien de la paix à Chypre.
De 1975 à 1979 il a travaillé comme moniteur étudiant, puis comme assistant universitaire à l’Institut de droit international public et de relations internationales de l’université de Graz.
Ensuite il s’est dirigé vers des études de droit européen au Collège d’Europe à Bruges. 
Il est entré ensuite dans les services diplomatiques autrichiens en 1981. Il a travaille d'abord comme rapporteur à l’ambassade d'Autriche à Genève. En 1985 il a travaillé à l'ambassade d'Autriche à Bucarest. De 1985 à 1986 il a pris un congé sabbatique pour se consacrer à son activité politique dans le cadre de la campagne présidentielle.
Dans les années suivantes il est devenu conseiller culturel à l’ambassade d'Autriche à Washington DC et a travaillé ensuite à l’ambassade d'Autriche à Budapest. Depuis 1999 il a été ambassadeur d'Autriche au Caire, à Khartoum et à Lisbonne. À titre de son poste comme directeur du bureau des droits internationaux dans le ministre des affaires étrangères à Vienne, Trauttmansdorff occupait le poste du président de la Groupe d’action internationale sur la Shoah, ce qui marque le début des liens forts avec les volontaires autrichiens du service de la mémoire.
Depuis janvier 2010 Ferdinand Trauttmansdorff est ambassadeur d'Autriche à Prague.

## Distinctions
- Grand-croix de l'ordre du Mérite du Portugal